# Fontaine Saint-Roch
La fontaine Notre-Dame est située au bourg de Lanvaudan dans le Morbihan.

## Historique
La fontaine Saint-Roch et son enceinte font l’objet d’une inscription au titre des monuments historiques depuis le 30 juin 1933.